# Vermicularia lumbricalis
Vermicularia lumbricalis is een slakkensoort uit de familie Turritellidae. De wetenschappelijke naam werd gepubliceerd in 1758 door Carl Linnaeus in de tiende editie van Systema naturae.